# 삼문초등학교
삼문초등학교(三文初等學校, Sammun Elementary School)는 대한민국 경상남도 김해시 삼문동에 있는 초등학교이다.

## 연혁
- [2002년] 9월 1일 삼문초등학교 개교, 천두준초대 교장 부임
- [2003년] 2월 19일 제1회 졸업식(졸업생 23명)
- [2021년] 3월 1일 제7대 류영선 교장 부임
- [2021년] 1월 15일 제19회 졸업식 (졸업생89명, 누계2302명)
- [2021년] 3월 1일 초등21(2)학급, 병설유치원3(1)학급 편성

## 기타
- 경상남도교육청 지정 경제교육 정책연구학교 운영(2011-2012)